# Myrioblephara xanthozonea
Myrioblephara xanthozonea là một loài bướm đêm trong họ Geometridae.